# Fronteira Alemanha–França
A fronteira entre Alemanha e França é a linha que limita os territórios da Alemanha e da França. 

## Características

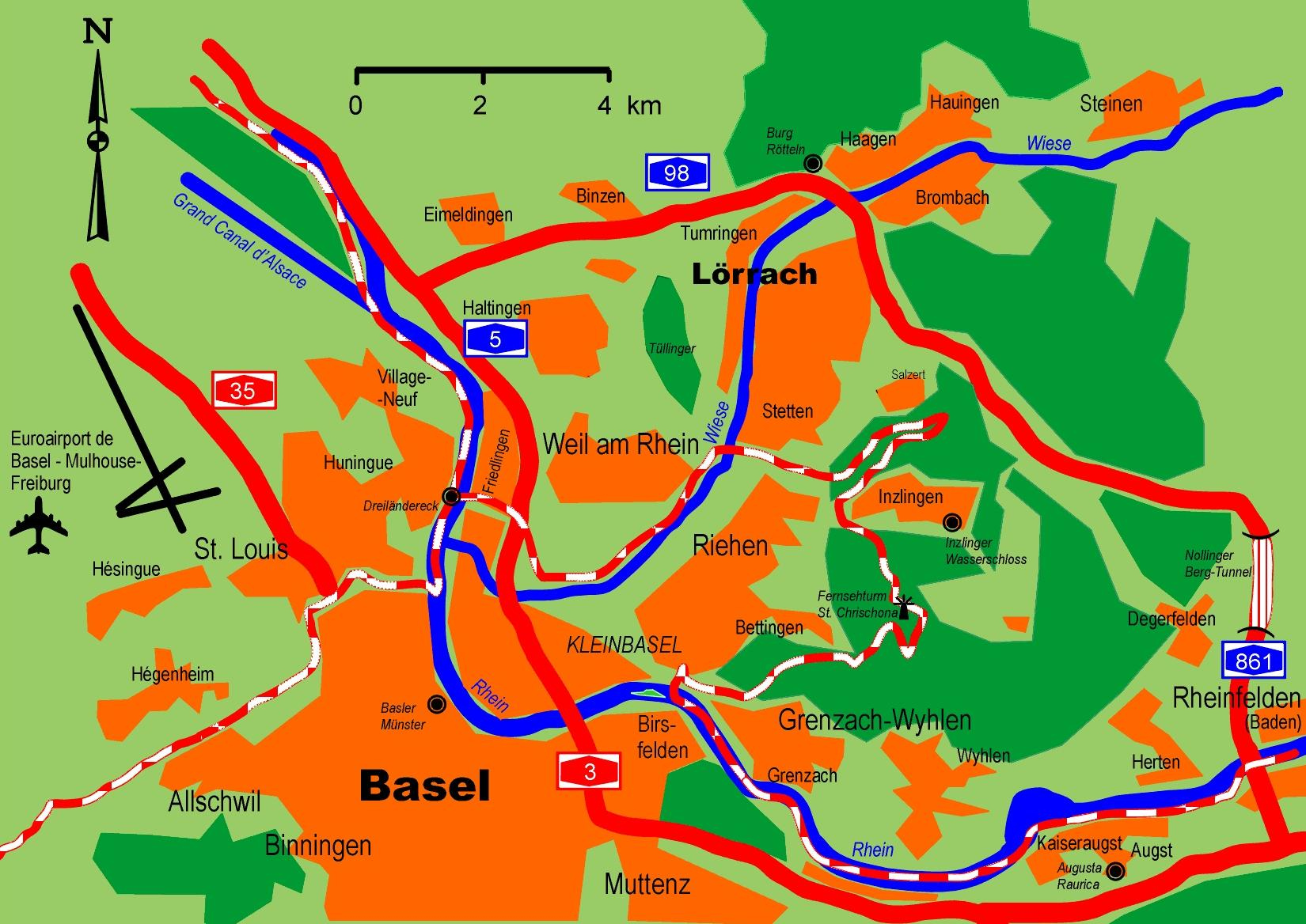
Mapa da zona de Basileia, onde se encontram as fronteiras de Alemanha, França e Suíça.

A fronteira franco-alemã estende-se por 451 km, no leste da França e oeste da Alemanha.
De norte para sul, inicia-se no ponto de tríplice fronteira Alemanha-França-Luxemburgo (49° 28′ 10″ N, 6° 22′ 02″ L), na junção do município alemão de Perl (land de Sarre), da comuna francesa de Apach (departamento de Moselle) e da comuna luxemburguesa de Schengen (cantão de Remich). Este ponto situa-se no rio Mosela.
A fronteira segue depois uma direcção geral para leste, até ao rio Reno. Sobe o curso deste até terminar na fronteira tripla  Alemanha-França-Suíça (47° 35′ 23″ N, 7° 35′ 21″ L), situada nas comunas de Weil-am-Rhein (Alemanha, land de Baden-Württemberg), de Huningue (França, Alto Reno) e na cidade de Basileia (Suíça, semi-cantão de Basileia-Cidade).
A fronteira separa três Länder (Estados) alemães: (Baden-Württemberg, Renânia-Palatinado e Sarre) de duas regiões francesas (Alsácia e Lorena) e três departamentos (Baixo Reno, Alto Reno e Mosela).

## História
Desde a criação do Império Alemão em 18 de janeiro de 1871, esta fronteira foi deslocada três vezes. Depois da Primeira Guerra Mundial, a França recuperou a Alsácia-Lorena perdida em 1871, e a fronteira regressou à posição anterior, ou seja, à fronteira da França com a Confederação da Alemanha do Norte, o Reino da Baviera e o Grão-Ducado de Baden. Durante o período entre-guerras, a fronteira foi simbolizada pela vasta obra defensiva da linha Maginot e, do lado alemão, pela linha Siegfried. Com a derrota da França em 1940, concluída com o armistício de 22 de junho de 1940, a Alsácia-Lorena foi incorporada na Alemanha e a fronteira regressa ao traçado de 1871. Esta situação continuou até à libertação do território francês em 1944-45, aquando da capitulação do Terceiro Reich em 8 de maio de 1945.